# Partido Comunista (Argentina)
El Partido Comunista de la Argentina (PCA o PC) es un partido político argentino de tendencia comunista, fundado el 6 de enero de 1918 inicialmente con el nombre Partido Socialista Internacional tras la ruptura con el Partido Socialista y en adhesión a la Revolución de Octubre y la Tercera Internacional leninista. Desde 2023 forma parte de la coalición electoral Unión por la Patria.
Edita su prensa llamada Nuestra Propuesta. Internacionalmente es miembro del Encuentro Internacional de Partidos Comunistas y Obreros.

## Historia

### Desde la fundación hasta el surgimiento del peronismo

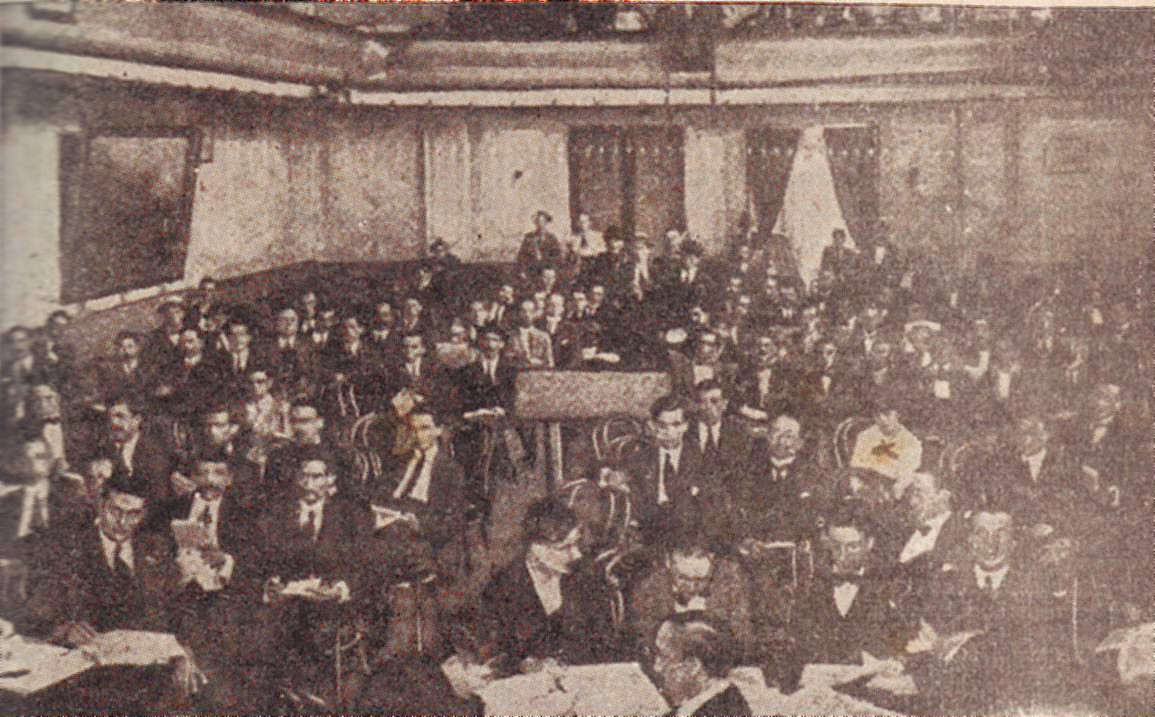
Congreso fundacional del partido, presidido por José Fernando Penelón, en enero de 1918.

Desde su creación siguió la línea política del Partido Comunista de la Unión Soviética, apoyando en general sus iniciativas. Su alineamiento con el PCUS en el período estalinista le valió numerosas críticas de otros partidos de izquierda. A lo largo de la década del 20 tuvo varias escisiones, siendo reconocidas la de los frentistas (1923), la de los chispistas (pre-trotskistas) (1925) y los penelonistas (bujarinistas) en 1928, retornando muchos cuadros durante el VIII Congreso del PCA en ese año.
El VI Congreso Mundial de la Internacional Comunista sesionó entre julio y septiembre de 1928 y se aprobó la consigna de "clase contra clase", que oficializó el comienzo del llamado "Tercer Periodo". Con la escena política de la URSS dominada ya por Stalin, se proclamó la cercanía de una "crisis del capitalismo" y la necesidad de una «política extremista» para luchar con igual virulencia contra el liberalismo y el fascismo; en tal contexto los socialistas que acataban los dictados de la democracia debían ser atacados como "socialfascistas" y considerados como el "principal enemigo a batir", lo cual redujo la popularidad de los comunistas entre los partidos de izquierda a nivel mundial. Se aprobó también el "Programa de la Internacional Comunista", y se determinó que los "frentes unidos" buscaran adeptos entre individuos sin partido que compartieran algunos postulados del Comintern, integrando a periodistas, escritores o personajes de fama como compañero de ruta del comunismo y finalmente lograr que sirvan a los fines del partido comunista en cuestión. Con esta recomendación, se evidencia que la "guía" soviética resulta en el total predominio de facto del Partido Comunista de la Unión Soviética sobre sus partidos homólogos.
A mediados de la década de 1930 comienza en el PCA una fuerte rivalidad entre Luis Víctor Sommi y Orestes Ghioldi en tanto se iniciaba en la Internacional Comunista el cambio de rumbo que se instrumentará en el congreso de 1935. El VII Congreso Mundial de la Internacional Comunista se reunió entre el 25 de julio y el 20 de agosto de 1935 en Moscú. Tras el auge de los fascismos, y el fracaso de la política ultraizquierdista aprobada en el anterior congreso, se dio paso a la política de frentes populares donde los comunistas sí buscarían aliarse con otros grupos de izquierda (incluidos los aborrecidos socialistas), política auspiciada insistentemente por Stalin, quien ya era gobernante supremo de la URSS, tras eliminar a sus rivales en la Gran Purga. En este periodo se oficializó la ruptura entre Stalin y Trotski, y este último tuvo que refugiarse fuera de la URSS mientras sus seguidores fueron encarcelados o asesinados por el nuevo régimen. Para entonces, la sujeción ideológica de los partidos comunistas extranjeros a la línea política de la URSS era ya casi absoluta, siendo imposible formular cuestionamiento alguno al régimen de Stalin. Se estimula a los partidos comunistas de todo el mundo a ejecutar sus propias "purgas" internas de posibles "trotskistas". 
Sommi regresó al país en 1936, se incorporó a la dirección del PCA como secretario general y comenzó a impulsar una nueva política de relaciones con otros partidos políticos; buscó la unificación con el Partido Socialista Obrero que tenía una legalidad que no poseía el PCA e intensifica los vínculos con partidos como el Partido Socialista, Partido Demócrata Progresista y la UCR, con vistas a constituir un amplio frente político, todo ello mientras se agudiza su rivalidad con Orestes Ghioldi.
El PCA organizó el envío de combatientes a las Brigadas Internacionales y otros recursos a la Segunda República Española durante la guerra civil española. Sin embargo, su dirigente Victorio Codovilla, quien mantuvo un papel destacado en la dirección del Partido Comunista de España en este período, durante la organización de la NKVD local y teniendo participación directa en la persecución, tortura y asesinato de dirigentes y militantes anarquistas, del POUM y de las Brigadas Internacionales.
De acuerdo a la versión de Alberto Nadra, miembro del Comité Central hasta 1989, el partido se estructuró secretamente como una organización político-militar, y ese carácter encabezó la primera guerrilla del siglo XX entre fines de la década del 30 y comienzos de la del 40, en el entonces Territorio Nacional del Chaco, con acuerdos puntuales con el popular gaucho Mate Cosido. Los comunistas habrían marchado al monte y tuvieron como objetivos propiedades de La Forestal, Bunge Born, Dreyfuss y los grandes patrones algodoneros, realizando impactantes acciones. A principios de 1945, la Gendarmería cercó y detuvo a los principales dirigentes, como el periodista Salvador "Rómulo" Marini, Simón Duschatsky y Pedro Marini, entre otros, aunque, según describe Nadra, el "Comandante Leonor Cuaretta que en principio logró huir, fue luego detenido y asesinado el 30 de marzo de 1945. También refiere otras 200 acciones contra objetivos nazis durante la Segunda Guerra Mundial o la voladura de 14 supermercados Minimax el 28 de junio de 1968, si bien otras fuentes la han atribuido a las Fuerzas Armadas Revolucionarias.
Durante la Segunda Guerra Mundial, el partido mantuvo una activa participación en la arena internacional a favor de la Unión Soviética, organizando colectas de ayuda y aportando sus dirigentes a distintas tareas internacionales. Un ejemplo de ello sería el asesinato de León Trotski en México en 1940, cuya organización estuvo a cargo de Codovilla, quien a esta altura gozaba de la confianza de la dirección del PCUS.
El Partido Comunista de la República Argentina fue fundado en 1928 por un grupo de dirigentes que se escindieron del Partido Comunista de la Argentina. Después que el gobierno militar surgido del golpe de Estado de 1930 le retiró la personería jurídica a este último, fue refundado como Partido Concentración Obrera. De cara a las elecciones de 1951 llevando a Penelón como candidato a Presidente, obteniendo 1223 votos, lo que representó el 0,02% de los sufragios.

### Del peronismo a la dictadura de 1976
A raíz de las movilizaciones obreras del 17 de octubre de 1945 contra la destitución y detención de Juan Domingo Perón, dentro del partido surgieron cuestionamientos a la línea política del mismo y a la dirección encabezada por Codovilla y en la Conferencia nacional de diciembre de ese año, Rodolfo Puiggrós expresó abiertamente las críticas y exigió buscar acuerdos prácticos con Perón en torno a la defensa de los intereses de los trabajadores y la lucha contra el imperialismo.
En las elecciones de 1946 el Partido Comunista formó parte de la Unión Democrática, opositora al peronismo. Puiggrós fue expulsado en 1947 y fundó el Movimiento Obrero Comunista junto con algunos sindicalistas comunistas partidarios de la alianza con el peronismo.
Real propició un acercamiento con el peronismo en momentos en que su influencia dentro del partido era sólo comparable con la de aquél. Cuando el 26 de julio de 1952 falleció Eva Perón, Real hace publicar en la publicación partidaria Nuestra Palabra una nota necrológica laudatoria.
El 17 de junio de 1955, la policía de Rosario detuvo, torturó e hizo desaparecer a Juan Ingallinella, médico y dirigente del partido, que días antes había participado en la publicación de panfletos en defensa del gobierno, denunciando a los autores intelectuales del bombardeo y ametrallamiento de la Plaza de Mayo, en el que murieron más de 350 personas y resultaron heridas y mutiladas más de 700.
Tras el derrocamiento de Perón, el partido criticó la pérdida de libertades democráticas y la proscripción de los partidaria que llevó adelante el golpe de Estado de 1955. Si bien el peronismo era el principal objetivo de las persecuciones, el aumento de la represión en el gobierno de Arambruru lo llevó también a reprimir a los miembros del Partido Comunista. En 1956 el Ministerio de Interior, Eduardo Busso, denunció que la Unión de Mujeres Argentinas y la Liga Argentina por los Derechos del Hombre tenían vinculaciones con el partido. el local se reabrirá en 1959, aunque la persecución no se suspendió.
En abril del año siguiente se anunció la cancelación de la personería jurídica y se procedió a detener a 360 militantes y a clausurar 56 locales partidarios.En abril de 1957, decenas de intelectuales, políticos, dirigentes sindicales y militantes del PC fueron arrestados en todo el país, acusados de participar en un complot para derrocar al régimen dictatorail de Aramburu-Rojas. El plan anticomunista que el gobierno pretendió mostrar como un logro de su política interna y como un guiño a Estados Unidos
Adhirió a las tesis del XX Congreso del PCUS, que postulaban el tránsito pacífico al socialismo por la vía electoral, entre otros puntos. En 1967 sufrió la mayor escisión organizada de su historia, la que llevaría a 4.000 afiliados a separarse, formando luego el Partido Comunista Revolucionario, el 6 de enero de 1968.
Durante la década de 1970 no siguió la política de los movimientos guerrilleros de América Latina.[cita requerida]Ante la crisis del gobierno de María Estela Martínez y la inminencia de un golpe militar, el PCA comenzó a "impulsar una acción conjunta, unitaria, de los partidos políticos, de la Iglesia y de las Fuerzas Armadas hacia el establecimiento de un gabinete cívico-militar", consigna que luego se tornaría en el reclamo de una "convergencia cívico-militar".
El Comité Central del PCA, al igual que otras organizaciones marxistas no armadas como el PST, no condenaron el golpe de Estado de 1976 y la consecuente dictadura militar instaurada en sus comienzos. Pocos días después del golpe, una publicación oficial del PC afirmaba respecto al nuevo presidente: "En cuanto a sus formulaciones más precisas (...) afirmamos enfáticamente que constituyen la base de un programa liberador que compartimos (...). El presidente afirma que no se darán soluciones fáciles, milagrosas o espectaculares. Tenga la seguridad que nadie las espera (...). El General Videla no pide adhesión, sino comprensión, la tiene". Esta posición se sostenía en una caracterización política que "presentaba a la dupla Videla-Viola como el ala de la democracia renovada, frente a un ala pinochetista, sector no predominante dentro de las FFAA, canalizada a través de Emilio Massera y Luciano Menéndez" y coincidió con el apoyo que el gobierno de la Unión Soviética brindó a la dictadura militar. Esta caracterización no fue fácilmente aceptada por toda su militancia, la cual, entre discusiones internas se fueron repartiendo entre quienes confiaban en la palabra de las direcciones y aquellos que preferían actuar por su cuenta o negarse a aceptar indicaciones de las direcciones.
El PCA no fue afectado por las leyes 21.322, 21.323 y 21.325 que disolvieron algunos partidos y agrupaciones de izquierda; su actividad fue suspendida y, según el informe de la CIDH, al igual que otros nueve partidos políticos, fue objeto de un "comportamiento gubernamental flexible" y fue recibido en entrevistas por el gobierno militar. A pesar de esto, gran cantidad de militantes del PCA fueron perseguidos, torturados, asesinados y desaparecidos durante la dictadura.
Alberto Nadra afirma que las denuncias efectuadas por el PC ante la CIDH permitieron que por primera vez este organismo asumiera la existencia de "terrorismo de Estado" en la Argentina, tomando como "caso piloto" el de la estudiante Inés Ollero, así como la detención de casi 1600 militantes, el secuestro de más de 500 y el asesinato de 150, muestran la resistencia objetiva a la dictadura, al margen de la posición pública del PC.
Al hacer un balance de este período en ocasión del 30.º aniversario del golpe de Estado, el PCA emitió una declaración en la que expresaba: "cada fuerza a su manera, a todos nos costó comprender el carácter novedoso de la dictadura impuesta por los yanquis y apoyada por un vasto espacio político y social [...] Cometimos errores en la apreciación de las contradicciones internas de las Fuerzas Armadas, sobrestimando las mismas y considerando posible aprovecharlas en la lucha contra el fascismo. No pudimos ver el carácter estratégico continental de las acciones en curso y del nivel de hegemonía que los sectores más proimperialistas habían alcanzado desde el primer momento. [...] No somos, como se sabe y no ocultamos, una fuerza infalible ni en los dichos ni en las conductas, pero estamos orgullosos de pertenecer a un partido que resistió dignamente los ataques de la dictadura y que dio su aporte a la lucha solidaria desde el primer día, en el interior del país y también en el exterior".
El PCA se presentó como querellante en dos causas penales contra el terrorismo de Estado ejercido por la dictadura.
Una de esas causas es la del caso Floreal Edgardo Avellaneda, conocido como "el Negrito", nacido en Rosario el 14 de mayo de 1961. Era militante de la Federación Juvenil Comunista y se encargaba de las tareas de propaganda en su barrio. Vivía con su madre Iris Etelvina Pereyra de Avellaneda y con su padre Floreal Avellaneda, delegado de la fábrica textil Tensa, ambos militantes del Partido Comunista.
Tenía 15 años cuando fue secuestrado de su casa junto a su madre, fue detenido ilegalmente y torturado. Su cadáver fue hallado el 14 de mayo de 1976 en aguas del Río de la Plata. Su cuerpo fue encontrado con graves muestras de haber sufrido torturas físicas y haber sido víctima de un empalamiento.

### El XVI Congreso
En el XVI Congreso de 1986, el Partido hizo una fuerte autocrítica y se planteó resolver sus errores, poniendo especial énfasis en la llegada de nuevos cuadros desde la Federación Juvenil Comunista (FJC). Este proceso se lo conoció como "viraje" y planteó cambios de estrategia política, concepción organizativa y actitudes revolucionarias. También durante este Congreso se reconocieron los errores sobre la caracterización de la dictadura de Videla, que generó grandes costos políticos y humanos para el partido. En el plano político, significó el abandono del tipo de estrategia "Frente Democrático Nacional" por la del "Frente de Liberación Nacional y Social".
Se comenzó a destacar la figura del Che Guevara y los movimientos guerrilleros (por esos momentos con fuerte presencia en Nicaragua y El Salvador). Este compromiso llevó a militantes de la FJC a luchar junto a los movimientos guerrilleros. El 16 de septiembre de 1987 cae en combate en El Salvador el militante comunista argentino Marcelo Feito, que revistaba en las Fuerzas Armadas de Liberación con el grado de teniente, pasando a ser recordado por el partido como uno de los primeros Mártires del Viraje.
En este Congreso se discutió además sobre la crisis por la que transcurría la URSS, y sobre si debían por ende continuar con el Partido Comunista en Argentina o disolverlo. Ganó por muy poco la postura de que se continuara con él, pero años más tarde, en el XVIII Congreso, se echaron del Partido entre golpes y gritos a militantes que habían liderado esta postura. Entre ellos, se expulsó a Jorge Pereyra, quien fundaría años más tarde el Partido Comunista Congreso Extraordinario.

### Izquierda Unida
En 1987 se funda, junto al Movimiento al Socialismo (MAS), Izquierda Unida con la intención de unir a todo el campo político de izquierda. Dicha alianza logró 400.000 votos a nivel nacional, logrando un diputado. Sin embargo, se produjo su división en 1991.
El PCA, al igual que el resto de la izquierda prosoviética, sufrió un fuerte golpe con la disolución de la URSS en 1991. A partir de entonces ha coincidido ideológicamente con el Partido Comunista de Cuba, apoyando actualmente gobiernos como el de Nicolás Maduro, Evo Morales y Raúl Castro.[cita requerida]
En 1996 sufre una nueva escisión y en diciembre de ese mismo año, tras un Congreso Extraordinario realizado en la Casa Suiza de la Ciudad Autónoma de Buenos Aires, se conforma un nuevo partido que llevara por nombre PCCE (Partido Comunista Congreso Extraordinario) que usara las insignias y el nombre de la prensa ("Nuestra Palabra") del histórico PCA.
El PCA modifica sus insignias partidarias y el nombre de la prensa semanal que pasa a llamarse "Nuestra Propuesta".
Entre 1997 y 2005, y como parte de relanzamiento de la misma, integró la alianza Izquierda Unida, junto con el Movimiento Socialista de los Trabajadores, obteniendo dos escaños en 2001 y un escaño en 2003.
En las elecciones presidenciales de 2003 integró la Alianza Izquierda Unida junto con el Movimiento Socialista de los Trabajadores (trotskista), llevando como candidata a la diputada peronista Patricia Walsh obteniendo el 1,72% de los votos, quien había conseguido esa banca bajo la alianza Izquierda Unida en 2001 por la ciudad de Buenos Aires con el 7,58% de los votos.

### Años recientes

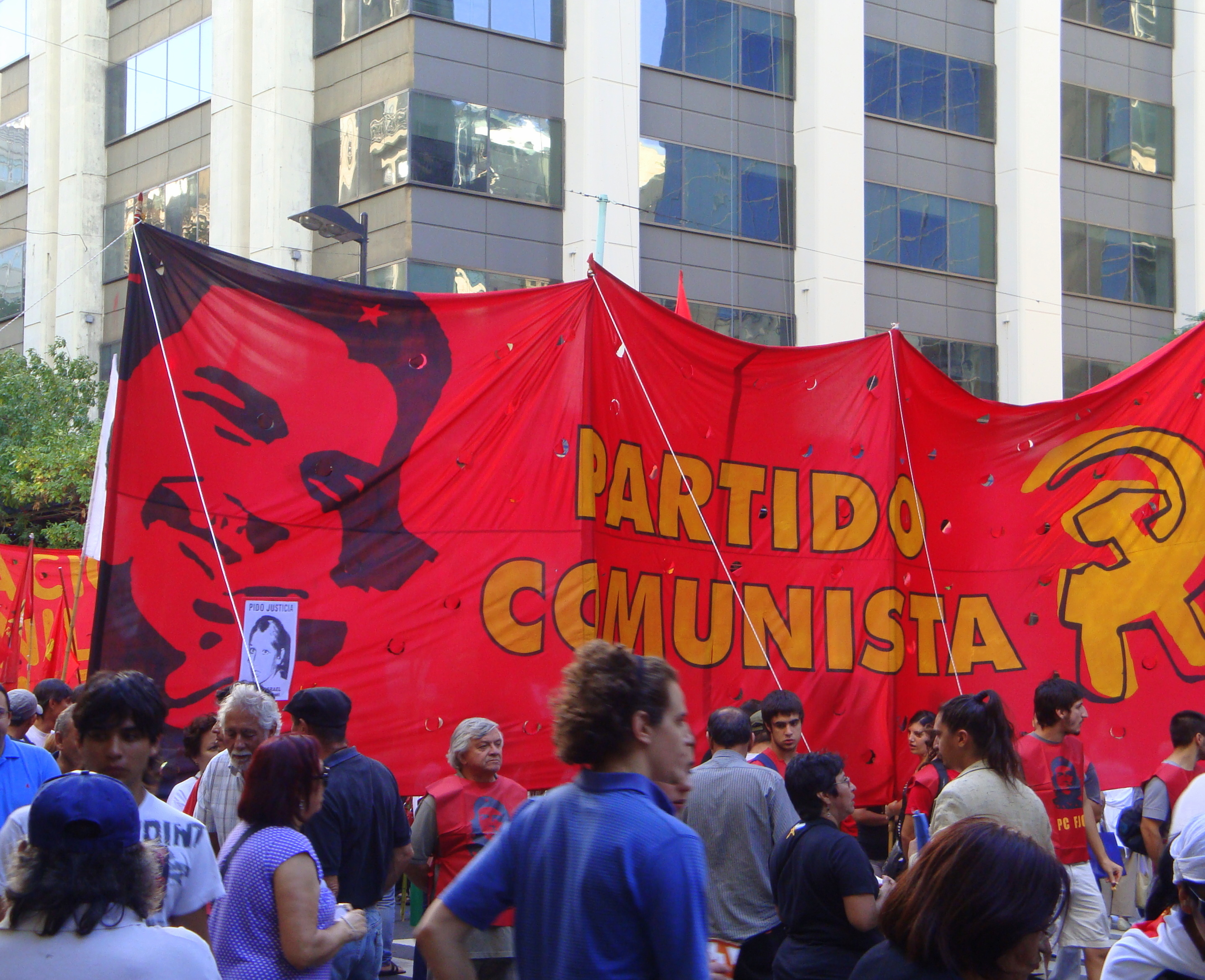
El PCA durante la conmemoración del 34º aniversario del Golpe de Estado de 1976.

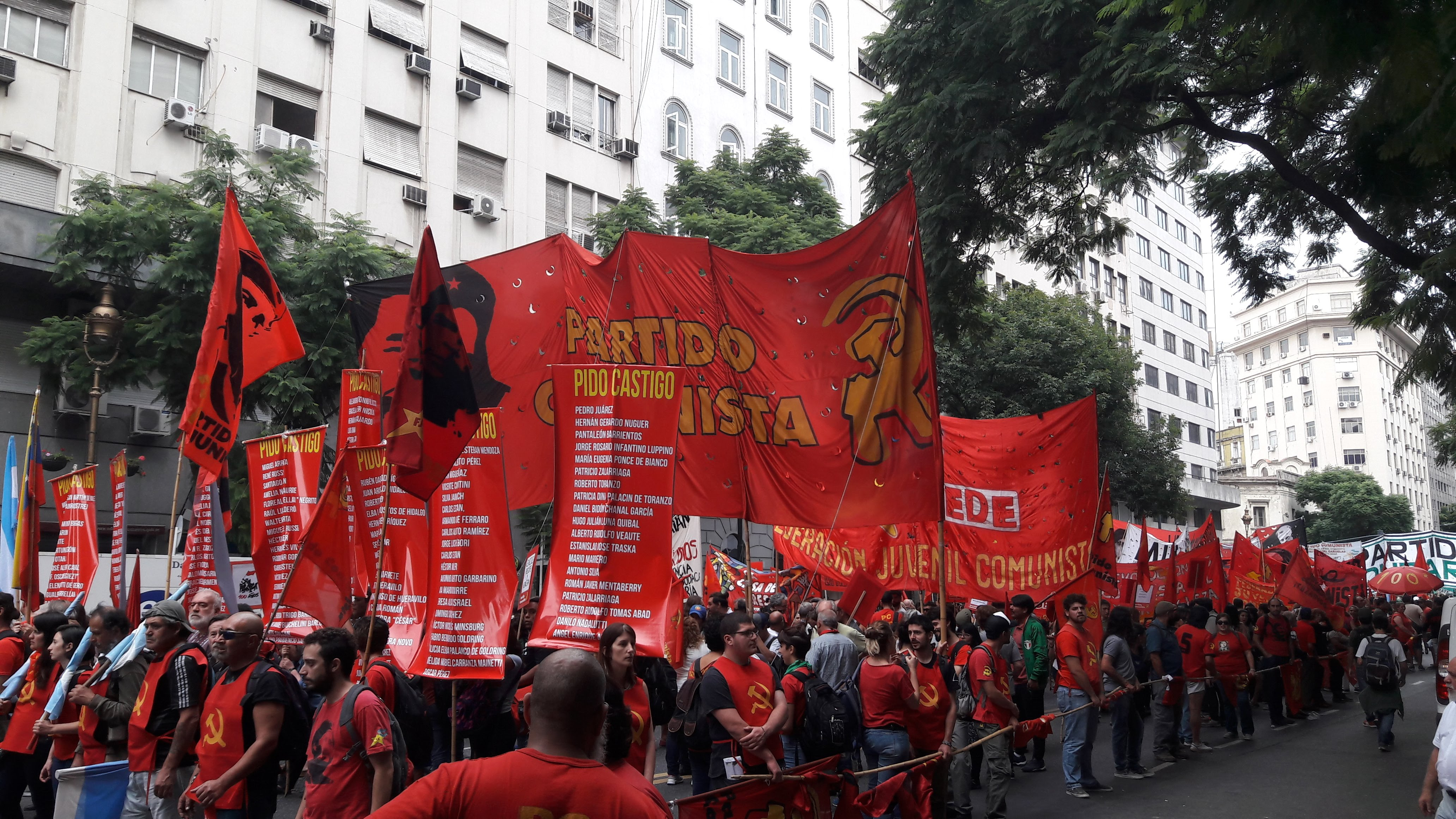
PCA en el 42° aniversario del Golpe de Estado de 1976.

En las elecciones presidenciales de 2007 formó una alianza con el Partido Humanista llamada FRAL (Frente Amplio hacia la Unidad Latinoamericana) que llevó como candidato al Humanista Luis Alberto Ammann, obteniendo en las mismas el 0,41% de los votos.
En 2008 su secretario general, Patricio Echegaray, participó del Foro en Defensa de lo Público en oposición a las políticas conservadoras de Mauricio Macri como jefe de Gobierno de la ciudad de Buenos Aires, junto con dirigentes políticos de distintos partidos como Aníbal Ibarra, Carlos Heller, la humanista Lía Méndez, el peronista Diego Kravetz, el socialista Raúl Puy y el democristiano Carlos Traboulsi, entre otros.[cita requerida]
Esto llevó a que el PCA, junto a fuerzas políticas de la centro-izquierda porteña, decidiera apoyar la candidatura a Diputado Nacional del exmilitante comunista Carlos Heller para las elecciones legislativas de 2009.
En la provincia de Buenos Aires estableció alianzas con el exmilitante comunista, Martín Sabbatella, reconocido dirigente e intendente del municipio de Morón, calificado por el diario estadounidense The Wall Street Journal, como uno de los líderes políticos latinoamericanos más honestos y eficientes contra la corrupción. El frente surgido de esta alianza en la provincia de Buenos Aires se denominó Nuevo Encuentro.
Cuando el gobierno de la presidenta Cristina Fernández quiso aplicar una serie de medidas al sector agro-ganadero que incluía una política de retenciones móviles, el Partido Comunista apoyó la decisión y participó de una movilización oficial en contra del paro agropecuario patronal organizado por la Sociedad Rural Argentina (SRA), la Federación Agraria Argentina (FAA), Confederaciones Rurales Argentinas (CRA) y CONINAGRO.
En materia regional El partido rechazó el golpe de Estado en Honduras en 2009 y adhirió a toda convocatoria que lo rechazara. También rechazó la formación de una Policía Metropolitana a cargo del ex comisario Jorge “El Fino” Palacios.
El PCA también apoyó otras medidas y proclamas del gobierno de Cristina Fernández como el proyecto para crear una nueva ley de radiodifusión, la Asignación Universal por Hijo, la designación de Néstor Kirchner en la Secretaría General de UNASUR, la estatización de las jubilaciones que se encontraban bajo gestión de empresas privadas (reclamo histórico del PCA durante la década del 90), la estatización de Aguas Argentinas y Aerolíneas Argentinas, el pedido de celeridad de los juicios contra los represores y a favor de las víctimas del terrorismo de Estado, la creación de convenios colectivos de trabajo de manera sistemática para garantizar la participación de los trabajadores en las discusiones salariales y todas aquellas proclamas y tratados internacionales que enfaticen la unidad latinoamericana. De cara a las elecciones presidenciales de 2011, apoyó la candidatura de Cristina Fernández de Kirchner.
En las elecciones presidenciales de 2011 formó parte de la alianza Frente para la Victoria, apoyando la candidatura de Cristina Fernández de Kirchner, quien resultó reelecta con el 54,11% de los sufragios.
Sin embargo, se ha mostrado crítico con otras medidas, como la Ley Reforma Política, al considerar que esta limita el accionar de los partidos más pequeños, la Ley Antiterrorista o la designación de César Milani como Jefe del Ejército.
De cara a las elecciones generales de 2015, el secretario general del partido integró las listas del Frente para la Victoria como candidato a diputado del Parlamento del Mercosur.
En las elecciones en la provincia de Santa Fe del 2019, el Partido presentó su candidatura independiente en la ciudad de San Jorge, donde obtuvo un concejal. También obtuvo concejales en otras ciudades.
En 2019 el Partido integra el Frente de Todos, una coalición que tiene su eje en la convergencia de cuatro grandes sectores políticos: el Partido Justicialista (peronista), el de mayor cantidad de afiliados del país, los sectores peronistas y no peronistas que conforman el kirchnerismo liderado por la expresidenta Cristina Fernández de Kirchner, la mayoría de los gobernadores peronistas, y el Frente Renovador liderado por Sergio Massa (peronista), a la que se le suman además sectores desprendidos del massismo (peronista), el Movimiento Evita (peronista), Proyecto Sur liderado por Pino Solanas, SOMOS, el partido de la diputada Victoria Donda, sectores radicales como el Movimiento Nacional Alfonsinista liderado por el diputado Leopoldo Moreau y el Partido de la Concertación FORJA, liderado por Gustavo López, el Partido Socialista para la victoria de Buenos Aires, liderado por Jorge Rivas, el Partido Solidario liderado por Carlos Heller, Nuevo Encuentro liderado por Martín Sabbatella, el Frente Patria Grande liderado por Juan Grabois, entre otras fuerzas políticas.
Desde 2023 es integrante de la coalición Unión por la Patria, sucesora del Frente de Todos.

## Organismos auxiliares del PCA
Entre los organismos auxiliares del Partido Comunista de la Argentina se encuentran:
- Brigada Jorge Calvo
- Movimiento Universitario de Izquierda
- Casa Cultural Ingallinella
- Centro de Estudios y Formación Marxista Héctor Agosti
- Corriente Nacional Agustín Tosco
- Corriente Nacional Lohana Berkins
- Federación Juvenil Comunista de la Argentina
- Movimiento Territorial de Liberación
- Brigada Universitaria Cecilia Grierson

## Autoridades

### Secretarios generales
| N.º | Secretario general            | Secretario general                       | Periodo                                     |
| --- | ----------------------------- | ---------------------------------------- | ------------------------------------------- |
| 1   | Bandera de Chile              | Luis Emilio Recabarren                   | 6 de enero de 1918-1918                     |
| 2   | Bandera de Argentina          | Rodolfo José Ghioldi                     | 1918 -1924                                  |
| 3   | Bandera de la Unión Soviética | Moisés Isaakovich Kantor[cita requerida] | 1924-1926                                   |
| 4   | Bandera de Argentina          | José Fernando Penelón                    | 1926-1928                                   |
| 5   | Bandera de Argentina          | Orestes Tomás Ghioldi                    | 1928-1936                                   |
| 6   | Bandera de Argentina          | Luis Víctor Sommi                        | 1936-junio de 1938                          |
| 7   | Bandera de Argentina          | Gerónimo Arnedo Álvarez                  | junio de 1938-17 de noviembre de 1941       |
| 8   | Bandera de Italia             | Victorio Codovilla                       | 17 de noviembre de 1941-3 de marzo de 1963  |
| 9   | Bandera de Argentina          | Gerónimo Arnedo Álvarez[cita requerida]  | 3 de marzo de 1963-12 de junio de 1980      |
| 10  | Bandera de Argentina          | Athos Fava                               | 12 de junio de 1980-29 de julio de 1989     |
| 11  | Bandera de Argentina          | Patricio Echegaray                       | 29 de julio de 1989-27 de noviembre de 2016 |
| 12  | Bandera de Argentina          | Víctor Gorodeki Kot                      | 27 de noviembre de 2016-22 de enero de 2024 |
| 13  | Bandera de Argentina          | Jorge Alberto Kreyness                   | 23 de septiembre de 2024 -                  |

### Presidentes
| N.º | Presidente           | Presidente         | Periodo                                     |
| --- | -------------------- | ------------------ | ------------------------------------------- |
| 1   | Bandera de Italia    | Victorio Codovilla | 3 de marzo de 1963-15 de abril de 1970      |
| 2   | Bandera de Argentina | Fanny Edelman      | 15 de abril de 1970-1 de noviembre de 2011  |
| 3   | Bandera de Argentina | Patricio Echegaray | 27 de noviembre de 2016-9 de agosto de 2017 |
| 4   | Bandera de Argentina | Mario Alderete     | 10 de agosto de 2017-en el cargo            |

### Autoridades provinciales
| Provincia              | Presidente            | Vicepresidente       | Secretario general           |
| ---------------------- | --------------------- | -------------------- | ---------------------------- |
| Buenos Aires           |                       |                      |                              |
| Ciudad de Buenos Aires | Ariel Elger Vargas    | Zaida María Chmaruk  | Emiliano Vázquez             |
| Córdoba                | Gabriela López Solana | Jorge Carlos Atienza | Camila Lenzi                 |
| Mendoza                |                       |                      | Carla Belén Colchicini Rosas |
| San Luis               |                       |                      |                              |

## Afiliados
| Año  | Afiliados | Por género | Por género |
| Año  | Afiliados | Varones    | Mujeres    |
| ---- | --------- | ---------- | ---------- |
| 2007 | 22.301    | -          | -          |
| 2012 | 23.603    | ?          | ?          |
| 2013 | 22.526    | 12.374     | 10.152     |
| 2014 | 22.641    | 12.394     | 10.247     |
| 2014 | 22.895    | 12.479     | 10.416     |
| 2015 | 22.651    | 12.362     | 10.289     |
| 2016 | 22.523    | 12.485     | 10.038     |
| 2016 | 22.713    | 12.369     | 10.344     |
| 2017 | 22.523    | 12.485     | 10.038     |
| 2018 | 21.421    | -          | -          |
| 2019 | 21.454    | -          | -          |
| 2020 | 17.096    | -          | -          |
| 2021 | 13.147    | 7.300      | 5.847      |
| 2022 | 13.337    | 7.353      | 5.984      |
| 2023 | 13.552    | 7.425      | 6.127      |
| 2024 | 13.719    | 7.388      | 6.331      |

## Distritos
| Representación y posicionamiento provincial | Representación y posicionamiento provincial | Representación y posicionamiento provincial | Representación y posicionamiento provincial | Representación y posicionamiento provincial | Representación y posicionamiento provincial | Representación y posicionamiento provincial | Representación y posicionamiento provincial | Representación y posicionamiento provincial | Representación y posicionamiento provincial | Representación y posicionamiento provincial | Representación y posicionamiento provincial | Representación y posicionamiento provincial |
| Provincia                                   | Alianza distrital                           | Alianza distrital                           | Legisladores nacionales                     | Legisladores nacionales                     | Alianza provincial                          | Alianza provincial                          | Legisladores provinciales                   | Legisladores provinciales                   | Situación                                   | Legisladores                                | Afiliados (2024)                            | Afiliados (2024)                            |
| Provincia                                   | Alianza distrital                           | Alianza distrital                           | Diputados                                   | Senadores                                   | Alianza provincial                          | Alianza provincial                          | Diputados                                   | Senadores                                   | Situación                                   | Legisladores                                | Registrados                                 | %                                           |
| ------------------------------------------- | ------------------------------------------- | ------------------------------------------- | ------------------------------------------- | ------------------------------------------- | ------------------------------------------- | ------------------------------------------- | ------------------------------------------- | ------------------------------------------- | ------------------------------------------- | ------------------------------------------- | ------------------------------------------- | ------------------------------------------- |
| Buenos Aires                                |                                             | UP                                          | 0/70                                        | 0/3                                         |                                             | UP                                          | 0/92                                        | 0/46                                        | Apoyo                                       | Sinrepresentación                           | 4.053                                       | 29,54%                                      |
| Capital Federal                             |                                             | CxIS                                        | 0/25                                        | 0/3                                         |                                             | CxIS                                        | 0/60                                        |                                             | Oposición                                   | Sinrepresentación                           | 3.941                                       | 28,73%                                      |
| Catamarca                                   |                                             |                                             | 0/5                                         | 0/3                                         |                                             |                                             | 0/41                                        | 0/16                                        | Sin personería                              | Sinrepresentación                           |                                             |                                             |
| Chaco                                       |                                             |                                             | 0/7                                         | 0/3                                         |                                             |                                             | 0/32                                        |                                             | Sin personería                              | Sinrepresentación                           |                                             |                                             |
| Chubut                                      |                                             |                                             | 0/5                                         | 0/3                                         |                                             |                                             | 0/27                                        |                                             | Sin personería                              | Sinrepresentación                           |                                             |                                             |
| Córdoba                                     |                                             | UP                                          | 0/18                                        | 0/3                                         |                                             | UP                                          | 0/70                                        |                                             | Oposición                                   | Sinrepresentación                           | 4.051                                       | 29,53%                                      |
| Corrientes                                  |                                             |                                             | 0/7                                         | 0/3                                         |                                             |                                             | 0/30                                        | 0/15                                        | Sin personería                              | Sinrepresentación                           |                                             |                                             |
| Entre Ríos                                  |                                             |                                             | 0/9                                         | 0/3                                         |                                             |                                             | 0/34                                        | 0/17                                        | Sin personería                              | Sinrepresentación                           |                                             |                                             |
| Formosa                                     |                                             |                                             | 0/5                                         | 0/3                                         |                                             |                                             | 0/30                                        |                                             | Sin personería                              | Sinrepresentación                           |                                             |                                             |
| Jujuy                                       |                                             |                                             | 0/6                                         | 0/3                                         |                                             |                                             | 0/48                                        |                                             | Sin personería                              | Sinrepresentación                           |                                             |                                             |
| La Pampa                                    |                                             |                                             | 0/5                                         | 0/3                                         |                                             |                                             | 0/30                                        |                                             | Sin personería                              | Sinrepresentación                           |                                             |                                             |
| La Rioja                                    |                                             |                                             | 0/5                                         | 0/3                                         |                                             |                                             | 0/36                                        |                                             | Sin personería                              | Sinrepresentación                           |                                             |                                             |
| Mendoza                                     |                                             |                                             | 0/10                                        | 0/3                                         |                                             |                                             | 0/48                                        | 0/38                                        | Sin personería                              | Sinrepresentación                           |                                             |                                             |
| Misiones                                    |                                             |                                             | 0/7                                         | 0/3                                         |                                             |                                             | 0/40                                        |                                             | Sin personería                              | Sinrepresentación                           |                                             |                                             |
| Neuquén                                     |                                             |                                             | 0/5                                         | 0/3                                         |                                             |                                             | 0/35                                        |                                             | Sin personería                              | Sinrepresentación                           |                                             |                                             |
| Río Negro                                   |                                             |                                             | 0/5                                         | 0/3                                         |                                             |                                             | 0/46                                        |                                             | Sin personería                              | Sinrepresentación                           |                                             |                                             |
| Salta                                       |                                             |                                             | 0/7                                         | 0/3                                         |                                             |                                             | 0/60                                        | 0/23                                        | Sin personería                              | Sinrepresentación                           |                                             |                                             |
| San Juan                                    |                                             |                                             | 0/6                                         | 0/3                                         |                                             |                                             | 0/36                                        |                                             | Sin personería                              | Sinrepresentación                           |                                             |                                             |
| San Luis                                    |                                             | UP                                          | 0/5                                         | 0/3                                         |                                             | UP                                          | 0/43                                        | 0/9                                         | Oposición                                   | Sinrepresentación                           | 1.674                                       | 12,20%                                      |
| Santa Cruz                                  |                                             |                                             | 0/5                                         | 0/3                                         |                                             |                                             | 0/24                                        |                                             | Sin personería                              | Sinrepresentación                           |                                             |                                             |
| Santa Fe                                    |                                             |                                             | 0/19                                        | 0/3                                         |                                             |                                             | 0/50                                        | 0/19                                        | Sin personería                              | Sinrepresentación                           |                                             |                                             |
| Santiago del Estero                         |                                             |                                             | 0/7                                         | 0/3                                         |                                             |                                             | 0/40                                        |                                             | Sin personería                              | Sinrepresentación                           |                                             |                                             |
| Tierra del Fuego                            |                                             |                                             | 0/5                                         | 0/3                                         |                                             |                                             | 0/15                                        |                                             | Sin personería                              | Sinrepresentación                           |                                             |                                             |
| Tucumán                                     |                                             |                                             | 0/9                                         | 0/3                                         |                                             |                                             | 0/49                                        |                                             | Sin personería                              | Sinrepresentación                           |                                             |                                             |
| TOTAL                                       |                                             |                                             | 0/257                                       | 0/72                                        |                                             |                                             | 0/1016                                      | 0/183                                       | 4 Distritos                                 |                                             | 13.719                                      | 0,17%                                       |

## Elecciones

### Elecciones presidenciales
|  | 0,24 % |

|  | 42,87 % |

|  | 0,95 % |

|  | 7,43 % |

|  | 2,24 % |

|  | 0,41 % |

|  | 0,80 % |

|  | 1,73 % |

|  | 0,37 % |

|  | 54,11 % |

|  | 37,08 % |

|  | 48,66 % |

|  | 48,24 % |

|  | 36,78 % |

|  | 44,35 % |

### Elecciones a la cámara de diputados
|  | 0,62 % |

|  | 1,17 % |

|  | 0,62 % |

|  | 8,65 % |

|  | 0,76 % |

|  | 0,72 % |

|  | 0,95 % |

|  | 2,58 % |

|  | 0,83 % |

|  | 0,33 % |

|  | 0,48 % |

|  | 2,39 % |

|  | 0,33 % |

|  | 4,02 % |

|  | 3,47 % |

|  | 4,87 % |

|  | 1,03 % |

|  | 3,88 % |

|  | 1,14 % |

|  | 2,34 % |

|  | 0,31 % |

|  | 0,00 % |

|  | 6,67 % |

|  | 1,23 % |

|  | 2,30 % |

|  | 1,42 % |

|  | 3,49 % |

|  | 0,79 % |

|  | 3,51 % |

|  | 0,44 % |

|  | 0,78 % |

|  | 0,74 % |

|  | 3,24 % |

|  | 2,43 % |

|  | 1,25 % |

|  | 0,42 % |

|  | 6,35 % |

|  | 30,23 % |

|  | 19,24 % |

|  | 21,99 % |

|  | 6,73 % |

|  | 27,49 % |

|  | 18,22 % |

|  | 20,54 % |

### Elecciones al senado
|  | 3,84 % |

|  | 1,08 % |

|  | 1,09 % |

|  | 3,09 % |

|  | 1,47 % |

|  | 1,13 % |

|  | 0,48 % |

|  | 3,48 % |

|  | 46,31 % |

|  | 8,43 % |

|  | 17,54 % |

|  | 1,46 % |

|  | 12,06 % |

|  | 2,90 % |

|  | 36,33 % |